# Сэвидж, Бен
Беннетт Джозеф Сэвидж (англ. Bennett Joseph Savage, род. 13 сентября 1980, Чикаго, Иллинойс, США) — американский актёр, наиболее известный по роли Кори Мэттьюза в ситкоме канала ABC «Парень познаёт мир» (1993—2000) и его сиквеле на канале Disney «Истории Райли» (2014—2017).

## Ранние годы
Сэвидж родился в американском городе Чикаго, штат Иллинойс, в семье Джоанн и Льюиса Сэвиджей (1946—2015), которые были брокерами по промышленной недвижимости и консультантами. У него есть старший брат — Фред Сэвидж и его старшая сестра — Кала Сэвидж. Его бабушка и дедушка были евреями, выходцами из Польши, Украины, Германии и Латвии, и Сэвидж был воспитан в реформистском иудаизме.

## Карьера
Сэвидж дебютировал в кино в возрасте 9 лет в фильме своего старшего брата Фреда Сэвиджа «Маленькие чудовища» (1989) и появился в художественных фильмах «Большие девочки не плачут… они дают сдачи» (1991), в роли Сэма, умного младшего брата, и в роли 10-летнего ребёнка в фильме «Клиффорд» (1994), в котором главную роль сыграл Мартин Шорт. Сценический дебют Сэвиджа состоялся в спектакле «Эпидемия смеха» в театре «Пасадена Плейхаус». Он также сыграл приглашенную роль в сериале своего брата Фреда «Чудесные годы» в третьем сезоне в эпизоде «Резня в День святого Валентина» в роли персонажа по имени Кертис Хартселл, напоминающего купидона.
Его первой крупной ролью на телевидении стала эпизодическая роль Мэтью, сына персонажа Джадда Хирша, в комедийном сериале «Дорогой Джон» (1988). Затем он сыграл одного из семьи сирот, которые уговаривают героя Роберта Митчема стать их опекуном в фильме «Семья для Джо» (1990).
Бен наиболее известен по роли главного героя Кори Мэттьюза в хитовом телевизионном ситкоме «Парень познаёт мир» (1993—2000). Брат Сэвиджа Фред снялся вместе с ним в одном эпизоде «Парень познаёт мир» в роли развратного профессора колледжа, преследующего девушку Кори. В следующем сезоне Фред выступил режиссёром «Парень познаёт мир» в эпизоде «Семейные деревья», где Шон (Райдер Стронг) узнает, что женщина, вырастившая его, не является его биологической матерью.
Бен также работал в нескольких телевизионных фильмах, включая «Она проснулась» (1992) с Линдси Вагнер и «Семейный театр Макдоналдс представляет: Пришельцы на завтрак» (1995), в роли подростка, чья фигурка из хлопьев для завтрака оживает.

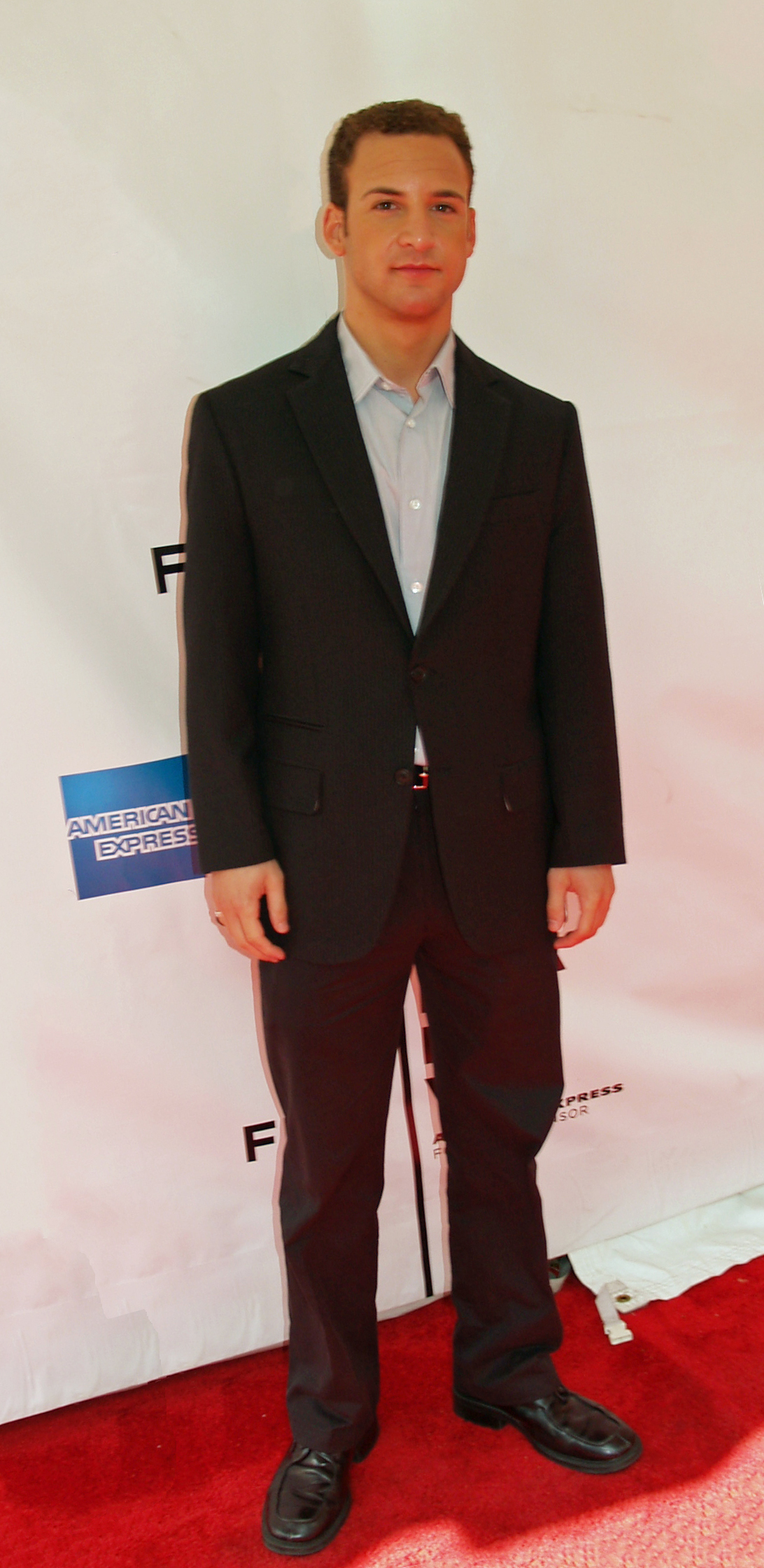
Сэвидж в апреле 2007 года

Сэвидж получил признание критиков за роль «Коти Уайкоффа», мальчика с ангельским лицом и душой убийцы, в мини-сериале канала ABC «Дикие пальмы» (1993). В мае 1998 года Сэвидж снова получил признание критиков, на этот раз за роль «Родди Стерна» в редко исполняемой пьесе лауреата премии «Тони» Израэля Хоровица «Неожиданная нежность» в театре Мэрилин Монро. За свою игру он получил премию «Овация». В 2002 году Сэвидж снялся в фильме «Против течения», сыграв лучшего друга, который был немного незрелым, но очень поддерживал своего смертельно больного друга.
В течение трех лет Сэвидж не снимался ни в кино, ни на телевидении, но позже он снялся в фильме «Непослушные родители» в роли Сета Козелла, босса Билла Миллера, которого сыграл Марк Эдди. В том же году он снялся в роли Форда Дэвиса в независимом фильме «Продавцы тачек», съемки которого проходили в Лос-Гатосе, Калифорния, а также сыграл роль гостя в эпизоде оригинального сериала канала Disney «Фил из будущего».
В 2006 году он снялся в получившем признание критиков независимом фильме «Пало Альто», премьера которого состоялась на кинофестивале «Трайбека» в 2007 году. В 2008 году он сыграл роль Марка Рэтнера в одном из эпизодов телесериала NBC «Чак», а также подозреваемого в убийстве Керби Морриса в одном из эпизодов телесериала «Без следа». В 2011 году он снялся в эпизоде телесериала «Кости» на канале Fox. Он также снялся в сериале канала Disney «Танцевальная лихорадка!» в роли Энди Бернса.
В ноябре 2012 года Сэвидж объявил через свой аккаунт в Твиттере, что он подписал контракт на участие в спин-оффе сериала «Парень познаёт мир» под названием «Истории Райли». Премьера сериала состоялась на Канале Disney 27 июня 2014 года, и в нём персонаж Сэвиджа Кори и его возлюбленная из сериала «Парень познаёт мир» Топанга (Даниэль Фишел) женаты и имеют двоих детей. Сериал рассказывает о дочери Кори и Топанги Райли (Роуэн Бланчард), которая переходит в среднюю школу и пытается сориентироваться в жизни. Помимо того, что Кори — отец Райли, он также является её учителем истории в этом сериале; помимо своей экранной роли, Сэвидж также был режиссёром некоторых эпизодов сериала. Сериал был отменен после трех сезонов 5 января 2017 года, а финальная серия вышла в эфир 20 января.
Сэвидж трижды изображал более молодые версии персонажей, которых играл Мэнди Патинкин. В 2015 и 2020 годах в сериале «Мыслить как преступник», а в 2020 году в телесериале «Родина».

## Личная жизнь
В 2003 году Сэвидж проходил практику у сенатора США Арлена Спектера, бывшую обязательным условием для завершения обучения в Стэнфордском университете, который он окончил в 2004 году со степенью в области политологии и как член братства Sigma Chi.

## Фильмография
| Год       |     | Русское название                          | Оригинальное название               | Роль                       |
| --------- | --- | ----------------------------------------- | ----------------------------------- | -------------------------- |
| 1988—1990 | с   | Дорогой Джон                              | Dear John                           | Мэттью Лейси               |
| 1989      | ф   | Маленькие чудовища                        | Little Monsters                     | Эрик Стивенсон             |
| 1990      | с   | Чудесные годы                             | The Wonder Years                    | Кертис Хартселл            |
| 1990      | тф  | —                                         | Hurricane Sam                       | Сэм Келвин                 |
| 1990      | с   | —                                         | A Family for Joe                    | Крис Бэнкстон              |
| 1991      | ф   | Большие девочки не плачут… они дают сдачи | Big Girls Don’t Cry… They Get Even  | Сэм                        |
| 1992      | тф  | Она проснулась                            | She Woke Up                         | Энди                       |
| 1993      | с   | Дикие пальмы                              | Wild Palms                          | Коти Уайкофф               |
| 1993—2000 | с   | Парень познаёт мир                        | Boy Meets World                     | Кори Мэттьюз               |
| 1994      | ф   | Клиффорд                                  | Clifford                            | Роджер                     |
| 1994      | тф  | —                                         | Aliens for Breakfast                | Ричард                     |
| 1996      | с   | —                                         | Maybe This Time                     | Кори Мэттьюз               |
| 1996      | с   | Нас пятеро                                | Party of Five                       | Стюарт                     |
| 1998      | мс  | Приключения из книги добродетелей         | Adventures from the Book of Virtues | Джинкисвойтмайя            |
| 1999      | с   | Неполиткорректно                          | Politically Incorrect               | 1999                       |
| 1999      | мф  | Джек и бобовое зёрнышко                   | Jack and the Beanstalk              | Джек                       |
| 2002      | ф   | —                                         | Swimming Upstream                   | Тедди Беневидес            |
| 2005      | с   | Непослушные родители                      | Still Standing                      | Сет Коселла                |
| 2005      | с   | Фил из будущего                           | Phil of the Future                  | в роли самого себя         |
| 2006      | ф   | Продавцы тачек                            | Car Babes                           | Форд Дейвис                |
| 2007      | ф   | Пало Альто                                | Palo Alto, CA                       | Патрик                     |
| 2007      | тф  | —                                         | Making It Legal                     | Тодд                       |
| 2008      | с   | Чак                                       | Chuck                               | Марк Ратнер                |
| 2008      | с   | Без следа                                 | Without a Trace                     | Керби Моррис               |
| 2010      | кор | —                                         | Closing Time                        | Джаред                     |
| 2011      | с   | Танцевальная лихорадка!                   | Shake It Up                         | Энди Бернс                 |
| 2011      | с   | Кости                                     | Bones                               | Хью Бернсайд               |
| 2012      | тф  | На озере                                  | Lake Effects                        | Карл                       |
| 2013      | ф   | —                                         | Peace and Riot                      | Скотт                      |
| 2013      | ф   | Кимоно гусеницы                           | The Caterpillar’s Kimono            | Линкольн                   |
| 2014—2017 | с   | Истории Райли                             | Girl Meets World                    | Кори Мэттьюз               |
| 2015—2020 | с   | Мыслить как преступник                    | Criminal Minds                      | Джейсон Гидеон в молодости |
| 2017      | с   | Оставленные                               | The Leftovers                       | Ричард Зеннил              |
| 2017      | с   | Все ещё король                            | Still the King                      | Джин                       |
| 2018      | с   | Просто нет слов                           | Speechless                          | Стюарт                     |
| 2020      | с   | Родина                                    | Homeland                            | Сол Беренсон в молодости   |
| 2020      | тф  | Любовь, свечи, Ханука!                    | Love, Lights, Hanukkah!             | Дэвид Сингер               |

## Награды и номинации
| Год  | Награда             | Категория                                     | Номинированая работа | Результат |
| ---- | ------------------- | --------------------------------------------- | -------------------- | --------- |
| 1990 | Молодой актёр       | Лучший молодой актёр в кинофильме             | Маленькие чудовища   | Номинация |
| 1994 | Молодой актёр       | Лучший молодой актёр в телесериале            | Парень познаёт мир   | Номинация |
| 1997 | Молодой актёр       | Лучший молодой актёр в комедийном телесериале | Парень познаёт мир   | Номинация |
| 1998 | Молодой актёр       | Лучший молодой актёр в комедийном телесериале | Парень познаёт мир   | Номинация |
| 1998 | YoungStar Award     | Лучший молодой актёр в комедийном телесериале | Парень познаёт мир   | Номинация |
| 2000 | Kids’ Choice Awards | Любимый ТВ друг                               | Парень познаёт мир   | Победа    |